# Chavigny (Meurthe-et-Moselle)
Pour les articles homonymes, voir Chavigny.
Chavigny est une commune française située dans le département de Meurthe-et-Moselle, en région Grand Est.

## Géographie
Chavigny est un village de 1 800 habitants situé à 5 km au sud ouest de l'agglomération nancéienne. Il fait partie de l'agglomération de Neuves-Maisons et de la communauté de communes Moselle et Madon.
| Villers-lès-Nancy | Vandœuvre-lès-Nancy | Houdemont |
| Chaligny          | Chavigny            | Ludres    |
| Neuves-Maisons    | Messein             |           |

### Relief et hydrographie
La commune est dans le bassin versant du Rhin au sein du bassin Rhin-Meuse. Elle n'est drainée par aucun cours d'eau,.
Le village occupe le vallon creusé dans le plateau calcaire de la forêt de Haye par le cours d'un ruisseau, le Mazot. L'écoulement en est anaclinal, c'est-à-dire qu'il entaille la corniche de la cuesta du plateau de Haye. On trouve ainsi dans le village de nombreuses sources, dont la plupart alimentent les lavoirs du village. Le vallon, orienté selon un axe sud-ouest, s'ouvre sur la vallée de la Moselle à Neuves-Maisons.  Les plateaux, de part et d'autre du vallon, sont boisés, tandis que les coteaux du vallon sont occupés par des prés ou des vergers.

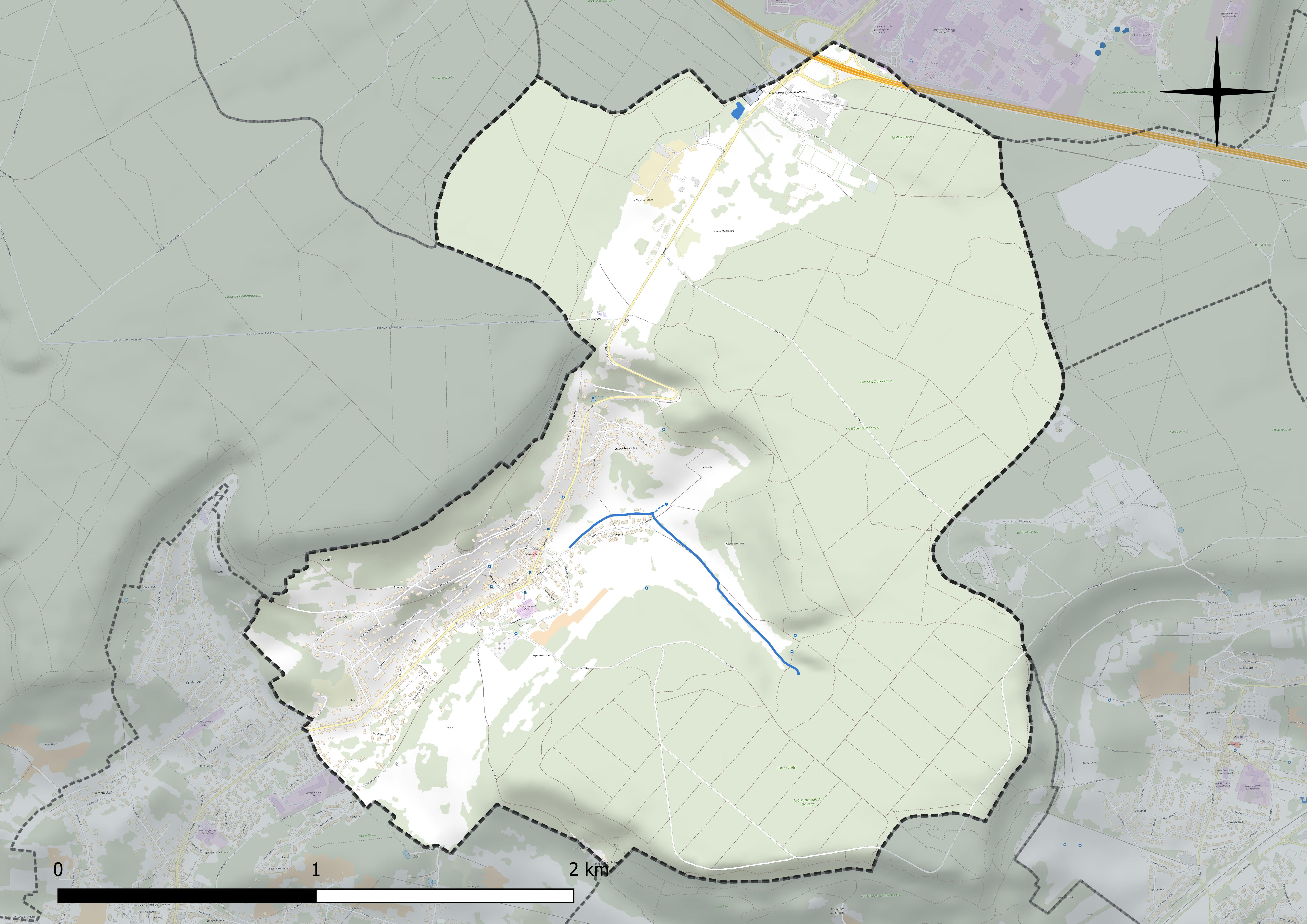
Réseau hydrographique de Chavigny.

### Climat
Pour des articles plus généraux, voir Climat du Grand Est et Climat de Meurthe-et-Moselle.
En 2010, le climat de la commune est de type climat de montagne, selon une étude du Centre national de la recherche scientifique s'appuyant sur une série de données couvrant la période 1971-2000. En 2020, Météo-France publie une typologie des climats de la France métropolitaine dans laquelle la commune est exposée à un climat semi-continental et est dans la région climatique  Lorraine, plateau de Langres, Morvan, caractérisée par un hiver rude (1,5 °C), des vents modérés et des brouillards fréquents en automne et hiver. 
Pour la période 1971-2000, la température annuelle moyenne est de 9,5 °C, avec une amplitude thermique annuelle de 16,9 °C. Le cumul annuel moyen de précipitations est de 871 mm, avec 12,4 jours de précipitations en janvier et 9,4 jours en juillet. Pour la période 1991-2020, la température moyenne annuelle observée sur la station météorologique de Météo-France la plus proche, « Nancy-Essey », sur la commune de Tomblaine à 9 km à vol d'oiseau, est de 11,0 °C et le cumul annuel moyen de précipitations est de 746,3 mm. 
La température maximale relevée sur cette station est de 40,1 °C, atteinte le 24 juillet 2019 ; la température minimale est de −24,8 °C, atteinte le 21 février 1956,,. 
Les paramètres climatiques de la commune ont été estimés pour le milieu du siècle (2041-2070) selon différents scénarios d'émission de gaz à effet de serre à partir des nouvelles projections climatiques de référence DRIAS-2020. Ils sont consultables sur un site dédié publié par Météo-France en novembre 2022.

## Urbanisme

### Typologie
Au 1er janvier 2024, Chavigny est catégorisée ceinture urbaine, selon la nouvelle grille communale de densité à sept niveaux définie par l'Insee en 2022.
Elle appartient à l'unité urbaine de Neuves-Maisons, une agglomération intra-départementale regroupant sept  communes, dont elle est une commune de la banlieue,,. Par ailleurs la commune fait partie de l'aire d'attraction de Nancy, dont elle est une commune de la couronne,. Cette aire, qui regroupe 353 communes, est catégorisée dans les aires de 200 000 à moins de 700 000 habitants,.

### Occupation des sols
L'occupation des sols de la commune, telle qu'elle ressort de la base de données européenne d’occupation biophysique des sols Corine Land Cover (CLC), est marquée par l'importance des forêts et milieux semi-naturels (68,1 % en 2018), une proportion identique à celle de 1990 (68,1 %). La répartition détaillée en 2018 est la suivante : forêts (68,1 %), zones urbanisées (12,2 %), prairies (12 %), zones agricoles hétérogènes (4,9 %), cultures permanentes (2,4 %), espaces verts artificialisés, non agricoles (0,5 %). L'évolution de l’occupation des sols de la commune et de ses infrastructures peut être observée sur les différentes représentations cartographiques du territoire : la carte de Cassini (XVIIIe siècle), la carte d'état-major (1820-1866) et les cartes ou photos aériennes de l'IGN pour la période actuelle (1950 à aujourd'hui).

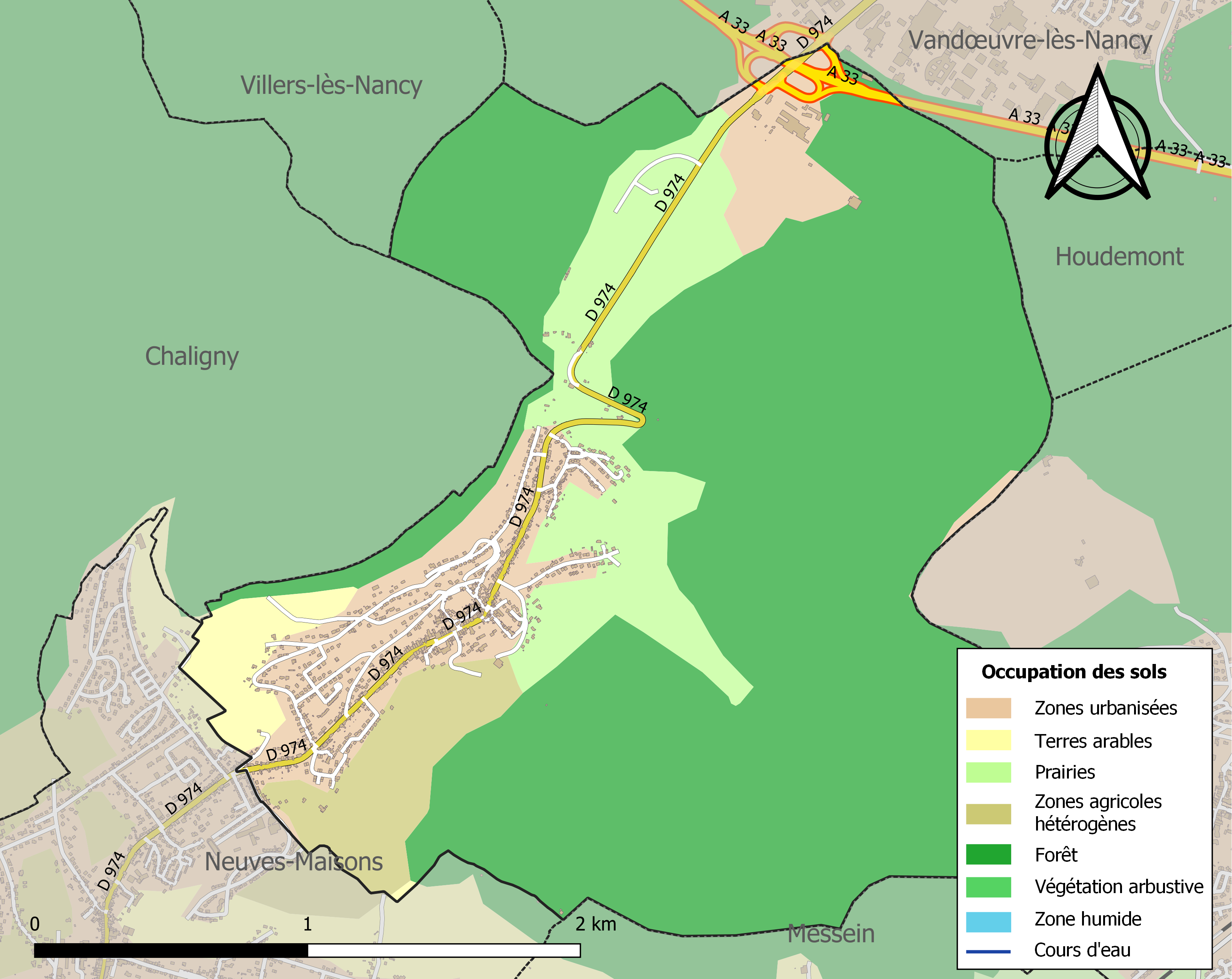
Carte des infrastructures et de l'occupation des sols de la commune en 2018 (CLC).

### Transports
La commune est traversée par la D 974, qui relie le plateau de Brabois à Neuves-Maisons. Cette voie, qui passe au fond du vallon, constitue l'axe principal du village. L'interdiction de circulation aux poids-lourds, ainsi que la construction d'autres routes reliant l'agglomération nancéienne au Saintois, ont permis une réduction du trafic routier.
Le village est desservi par deux lignes de bus :  
- la ligne C du réseau T'MM (de Viterne au CHU de Brabois) ;
- les lignes 10 & 100 du réseau Sub'.

On trouve sur la commune des traces d'anciennes voies de communication : le chemin de fer minier reliant l'usine sidérurgique de Neuves-Maisons à la mine du Val de Fer, et l'ancienne voie du tramway, allant de Nancy à Pont-Saint-Vincent.

## Toponymie
Le nom de la localité est attesté sous les formes Ecclesia Sancti-Blasii Caviniacensis (1126) ; Walterus de Chevaini (1179) ; Chevenei (1183) ; L’estan de Chevigney (1291) ; Chavegney, Chevegney (1329) ; Chavignei (1420).

## Histoire

### Antiquité
Découverte en 1842, dans la forêt, d'une stèle gallo-romaine sculptée d'une divinité de source, actuellement au musée lorrain à Nancy.

### Moyen Âge
Sources : 
- http://www.ville-chavigny.fr/fr/aux-origines.html
- http://www.ville-chavigny.fr/fr/vieme-viieme-viiieme-siecles.html

### Temps modernes
- http://www.ville-chavigny.fr/fr/xviieme-siecle-la-guerre-de-trente-ans.html
- http://www.ville-chavigny.fr/fr/un-siecle-de-reconstruction-1660-1750.html

## Politique et administration

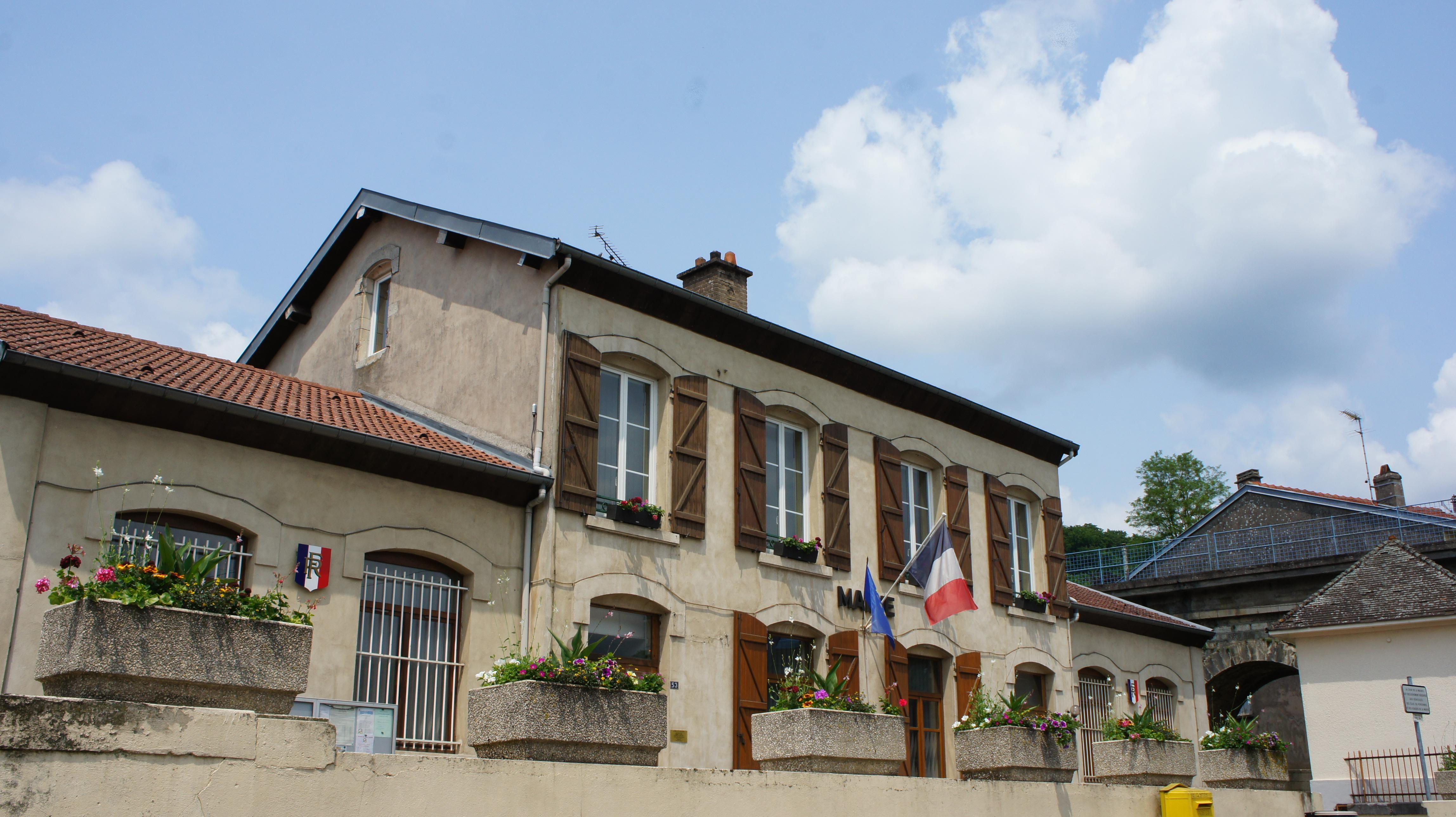
La mairie.

| Période                                  | Période   | Identité                                      | Étiquette | Qualité                                                             |
| ---------------------------------------- | --------- | --------------------------------------------- | --------- | ------------------------------------------------------------------- |
| Les données manquantes sont à compléter. |           |                                               |           |                                                                     |
| avant 1988                               | ?         | Jean-Claude Bonnefont                         |           |                                                                     |
| mars 1995                                | mars 2001 | Jean-Marie Renauld                            | DVD       |                                                                     |
| mars 2001                                | mars 2008 | Guy George                                    | PS        |                                                                     |
| mars 2008                                | En cours  | Hervé Tillard, Réélu pour le mandat 2020-2026 | PS        | Cadre administratif et commercial d'entreprise, conseiller régional |

## Économie

### Revenus de la population et fiscalité
En 2011, le revenu fiscal médian par ménage était de 35480 €, ce qui plaçait Chavigny au 142e rang parmi les 465 communes de plus de 49 ménages en Meurthe-et-Moselle, et au 11e rang parmi les 18 communes de plus de 49 ménages de la communauté de communes Moselle et Madon.

### Emploi
En 2012, la population âgée de 15 à 64 ans s'élevait à 1129 personnes, parmi lesquelles on comptait 76,3 % d'actifs dont 69,5 % ayant un emploi et 6,8 % de chômeurs.
On comptait 173 emplois dans la zone d'emploi, contre 216 en 2007. Le nombre d'actifs ayant un emploi résidant dans la zone d'emploi étant de 790, l'indicateur de concentration d'emploi est de 21,9 %, ce qui signifie que la zone d'emploi offre un peu plus d'un emploi pour cinq habitants actifs. En effet, seuls 9,5 % des actifs travaillent dans la commune.

### Entreprises et commerces
Au 31 décembre 2012, Chavigny comptait 121 établissements : 3 dans l’agriculture-sylviculture-pêche, 9 dans l'industrie, 24 dans la construction, 70 dans le commerce-transports-services divers et 15 étaient relatifs au secteur administratif.
La zone industrielle des Clairs-Chênes, à proximité d'un échangeur de l'A33 et du technopôle de Brabois, accueille une partie des entreprises et commerces de la commune, comme une unité de production de béton de la société Vicat. Le Parc d'activité de Brabois Forestière propose 13 hectares de foncier économique à destination d'entreprises technopolitaines (tertiaire, laboratoire...).

## Population et société

### Démographie
L'évolution du nombre d'habitants est connue à travers les recensements de la population effectués dans la commune depuis 1793. Pour les communes de moins de 10 000 habitants, une enquête de recensement portant sur toute la population est réalisée tous les cinq ans, les populations de référence des années intermédiaires étant quant à elles estimées par interpolation ou extrapolation. Pour la commune, le premier recensement exhaustif entrant dans le cadre du nouveau dispositif a été réalisé en 2004.

En 2022, la commune comptait 1 686 habitants, en évolution de −11,03 % par rapport à 2016 (Meurthe-et-Moselle : −0,13 %, France hors Mayotte : +2,11 %).
| 1793 | 1800 | 1806 | 1821 | 1831 | 1836 | 1841 | 1846 | 1851 |
| ---- | ---- | ---- | ---- | ---- | ---- | ---- | ---- | ---- |
| 370  | 407  | 439  | 415  | 449  | 427  | 467  | 472  | 446  |

| 1856 | 1861 | 1872 | 1876 | 1881 | 1886 | 1891 | 1896 | 1901  |
| ---- | ---- | ---- | ---- | ---- | ---- | ---- | ---- | ----- |
| 414  | 418  | 408  | 549  | 711  | 779  | 928  | 971  | 1 110 |

| 1906  | 1911  | 1921  | 1926  | 1931  | 1936 | 1946 | 1954  | 1962  |
| ----- | ----- | ----- | ----- | ----- | ---- | ---- | ----- | ----- |
| 1 243 | 1 144 | 1 164 | 1 108 | 1 098 | 985  | 882  | 1 022 | 1 293 |

| 1968  | 1975  | 1982  | 1990  | 1999  | 2004  | 2006  | 2009  | 2014  |
| ----- | ----- | ----- | ----- | ----- | ----- | ----- | ----- | ----- |
| 1 459 | 1 508 | 1 410 | 1 472 | 1 599 | 1 659 | 1 715 | 1 701 | 1 867 |

| 2019  | 2022  | - | - | - | - | - | - | - |
| ----- | ----- | - | - | - | - | - | - | - |
| 1 739 | 1 686 | - | - | - | - | - | - | - |

## Culture locale et patrimoine

### Lieux et monuments
- Camp romain de César, ou d'Affrique.
- Église Saint-Blaise XVIIIe siècle. L'église saint-Blaise de Chavigny abrite des pièces classées à l'inventaire des objets des monuments historiques : entre autres, des vitraux mêlant foi et vie économique locale intitulés Le Christ protégeant les mineurs de fer et Le Christ protégeant la sidérurgie. Ces vitraux dateraient de 1947 et seraient l'œuvre des peintres verriers Benoît frères[25].

On pourra voir de nombreux lavoirs qu'explique la présence de sources sur le territoire de la commune.

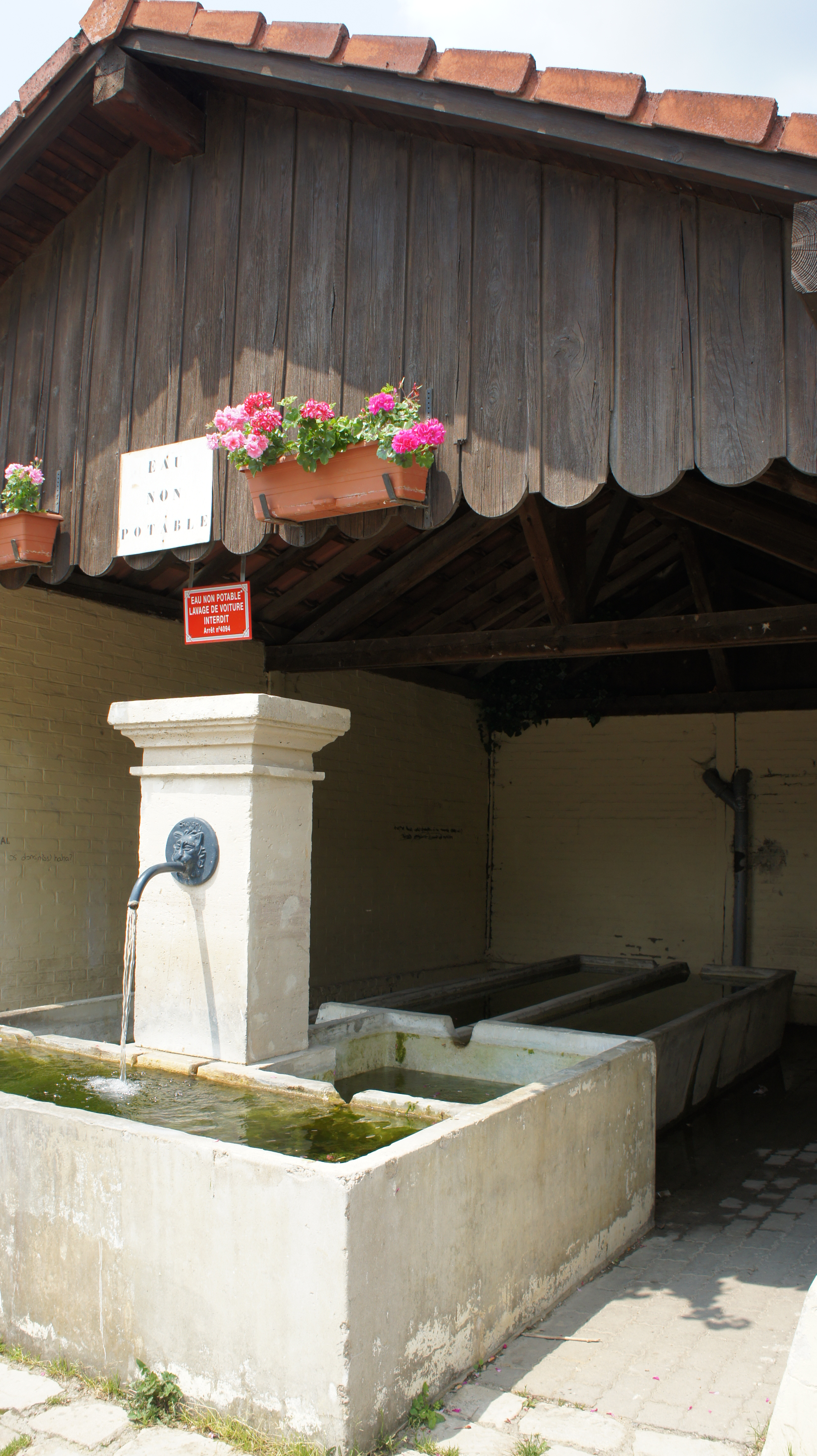
Un lavoir.
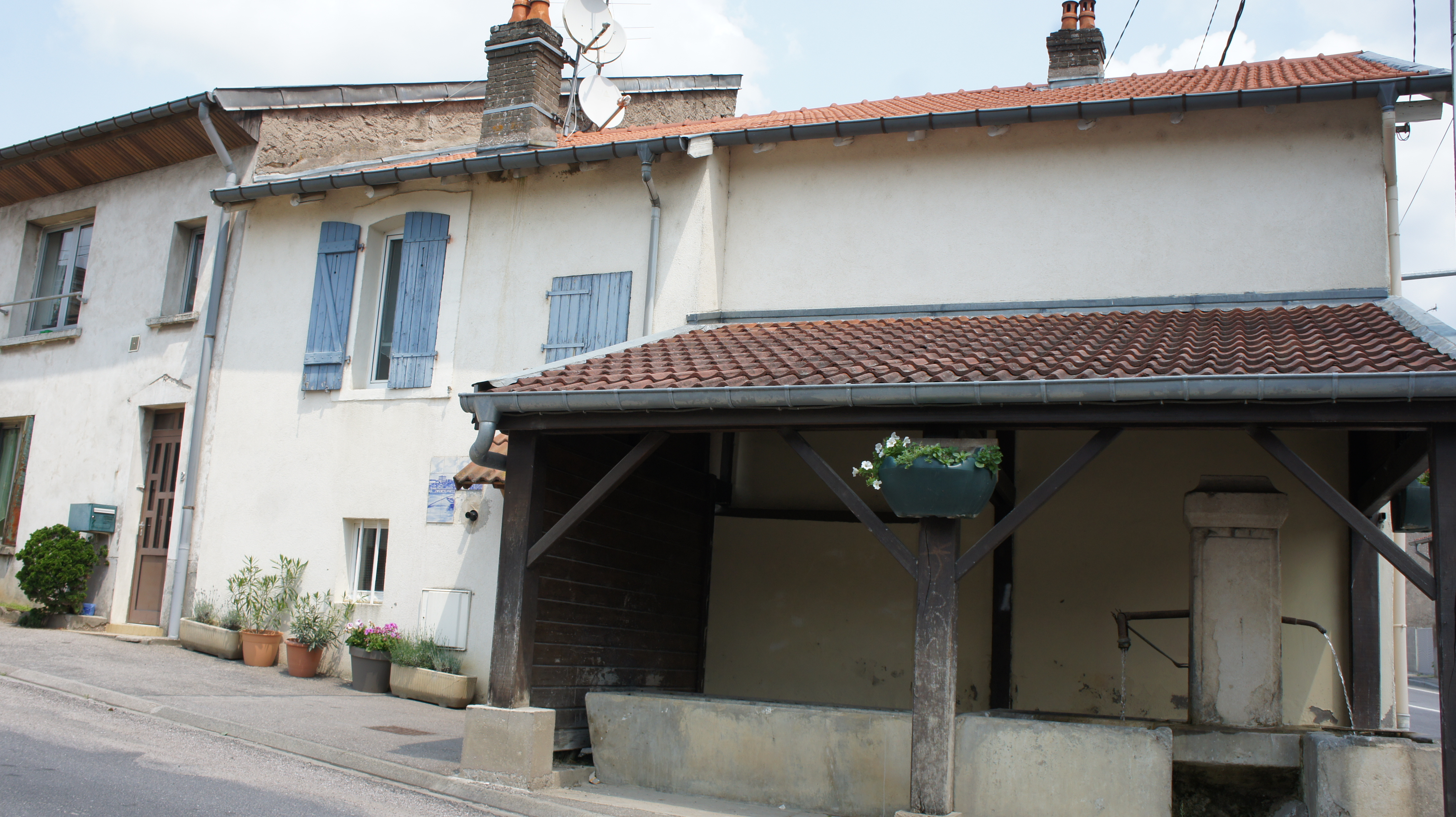
Un autre lavoir.

Le village est aussi parsemé de vestiges de l'ancien chemin de fer minier (le « coucou »), construit en 1885, en particulier un ancien tunnel de 120 mètres, aujourd'hui à demi comblé, et le pont au-dessus de la rue de Nancy. Sur les anciennes voies ont été aménagés des sentiers de promenade.

### Personnalités liées à la commune
- Jochen Gerner, illustrateur, dessinateur.

### Héraldique
| Blason de Chavigny | Blason  | Écartelé au 1er de gueules à une tour d'argent, au 2e d'or à une feuille de chêne de sinople mise en bande, au 3e d'or à une grappe de raisin de pourpre tigée de sinople mise en bande, au 4e de gueules à une lampe de mineur d'argent allumée d'or. Sur le tout d'azur à l'épée d'argent garnie d'or soutenant une couronne de même accostée de deux fleurs de lys d'or. |
| Blason de Chavigny | Détails | Le premier quartier représente la Tour Saint-Blaise, probablement construite par les premiers seigneurs du lieu à l'époque féodale. Le deuxième quartier symbolise les forêts avoisinantes. La grappe de raisin, comme dans de nombreux villages, représente la vigne et les activités agricoles de jadis. La lampe de mineur du troisième quartier indique que Chavigny possédait des mines de fer que les moines furent les premiers à exploiter. L'écusson sur le tout, évoque autant les armes de Jeanne d'Arc que les moines de Clairieu. Mais ici, il s'agit des armes d'Antoine III Haldat du Lys, seigneur du fief de la tour Saint-Blaise du comté de Chaligny. Ces armes ont été adoptées par la commune en juillet 1992. |